# Archidendropsis
Archidendropsis es un género de  árboles perteneciente a la familia de las fabáceas. Comprende 14 especies descritas y de estas, solo 13 aceptadas. Se encuentra en Nueva Caledonia

## Taxonomía
El género fue descrito por I.C.Nielsen  y publicado en Flore de la Nouvelle Calédonie et Dépendances 12: 67. 1983. 	La especie tipo es: Archidendropsis basaltica (F.Muell.) I.C.Nielsen

## Especies
- Archidendropsis basaltica (F.Muell.) I.C.Nielsen
- Archidendropsis fournieri (Vieill.) I.C. Nielsen
- Archidendropsis fulgens (Labill.) I.C. Nielsen
- Archidendropsis glandulosa (Guillaumin) I.C. Nielsen
- Archidendropsis granulosa (Labill.) I.C. Nielsen
- Archidendropsis lentiscifolia (Benth.) I.C. Nielsen
- Archidendropsis macradenia (Harms) I.C. Nielsen
- Archidendropsis oblonga (Hemsl.) I.C. Nielsen
- Archidendropsis sepikensis (Verdc.) I.C.Nielsen
- Archidendropsis spicata (Verdc.) I.C.Nielsen
- Archidendropsis streptocarpa (Fournier) I.C. Nielsen
- Archidendropsis thozetiana (F.Muell.) I.C.Nielsen
- Archidendropsis xanthoxylon (C.T.White & W.D.Francis) I.C.N